# 尼尔斯·卡尔松
尼尔斯·卡尔松（瑞典語：Nils Karlsson，1917年6月25日—2012年6月16日），瑞典男子越野滑雪运动员。他曾代表瑞典参加1948年和1952年冬季奥林匹克运动会越野滑雪比赛，获得一枚金牌。